# 库图利克市镇
库图利克市镇（俄语：Муниципальное образование «Кутулик»）是俄罗斯联邦伊尔库茨克州阿拉尔区所属的一个市镇。其下辖有3个居民点，行政中心为库图利克。据2016年统计，该市镇的人口为5230人。